# Harold C. Bradley House
Harold C. Bradley House, nota anche come Mrs. Josephine Crane Bradley Residence, è una casa progettata dallo stile Prairie School da Louis Sullivan e George Grant Elmslie. Si trova nell'University Heights Historic District di Madison, Wisconsin, Stati Uniti. Dichiarato Monumento Storico Nazionale, è uno dei pochi progetti residenziali di Sullivan e uno dei soli due progetti realizzati nel Wisconsin.

## Storia
Quando Harold C. Bradley, professore di biochimica alla UW e fondatore del Hoofers Club, sposò Josephine Crane, suo nonno Richard T. Crane costruì questa casa per loro come regalo. Il denaro non era un problema, e Crane ingaggiò la prestigiosa società di Chicago di Louis Sullivan per progettare una grande casa nello stile Prairie allora popolare. La casa è a due piani con una pianta a T, con distinte sezioni a sbalzo che sostengono le verande.  (Una veranda era un modo per affrontare le calde notti estive prima dell'invenzione dell'aria condizionata.)  Sul retro c'è un porte-cochère. Gli architetti hanno anche progettato mobili, tappeti, tende e infissi interni. Sebbene Sullivan fosse il principale della società, George Elmslie potrebbe aver progettato gran parte della casa e degli arredi.
George Grant Elmslie si unì alla società di architettura di Adler & Sullivan nel 1888. Dopo il licenziamento di Frank Lloyd Wright dalla società e soprattutto dopo lo scioglimento della partnership, il ruolo di Elmslie sotto Louis Sullivan aumentò. Elmslie fu incaricato della progettazione della facciata principale del Gage Building e di tutti i dettagli del Carson, Pirie, Scott and Company Building.
La Bradley House fu progettata in un momento in cui la pratica architettonica di Sullivan stava iniziando a fallire. Un tempo considerato il principale progettista di grattacieli, Sullivan ora lottava per ottenere commissioni e spesso litigava con i clienti. La Bradley House fu "progettata da Elmslie con solo occasionali suggerimenti da Sullivan". Tutti i disegni dell'edificio furono abbozzati da Elmslie e molti dei dettagli architettonici sono coerenti con lo stile che avrebbe sviluppato in seguito nella sua carriera con William Gray Purcell. La Bradley House fu l'ultimo edificio progettato da Elmslie durante la sua collaborazione con Sullivan; lasciò per associarsi con Purcell nel 1909.
Inizialmente era stato previsto un progetto elaborato per la Bradley House con una pianta a croce. Presentava un soggiorno e una forza sul retro, una biblioteca e una cucina sulle due ali e un porte-cochère all'ingresso principale. Le baie sporgevano dalla casa, fiancheggiate da finestre a casella. Tuttavia, i Bradley rifiutarono questo progetto come troppo grande. Elmslie ripensò la casa su una scala più piccola e incluse una coppia di porticati a sbalzo per dormire al secondo piano. Sullivan fu probabilmente responsabile dell'idea dei porticati per dormire, sebbene Elmslie fosse responsabile della loro integrazione nel progetto finale. Elmslie non era soddisfatto del risultato quando la casa fu completata.
I Bradley vissero nella casa solo pochi anni. Anche dopo aver ridotto le dimensioni, la trovarono ancora troppo grande e costosa da mantenere. Ingaggiarono nuovamente George Elmslie, ora associato a William Purcell, per progettare una casa più piccola in stile Prairie con le verande a circa due miglia a nord-ovest al 2914 Oxford Road a Shorewood Hills. Si trasferirono lì intorno al 1915.  Da allora, la prima casa è stata occupata e mantenuta dalla Sigma Phi Society, capitolo dell'Università del Wisconsin–Madison.
La Harold C. Bradley House fu inserita nel National Register of Historic Places nel 1973 e dichiarata National Historic Landmark nel 1976. I progetti della Bradley House sono conservati nell'Illinois History and Lincoln Collections presso la University of Illinois Library di Urbana–Champaign.

## Galleria d'immagini

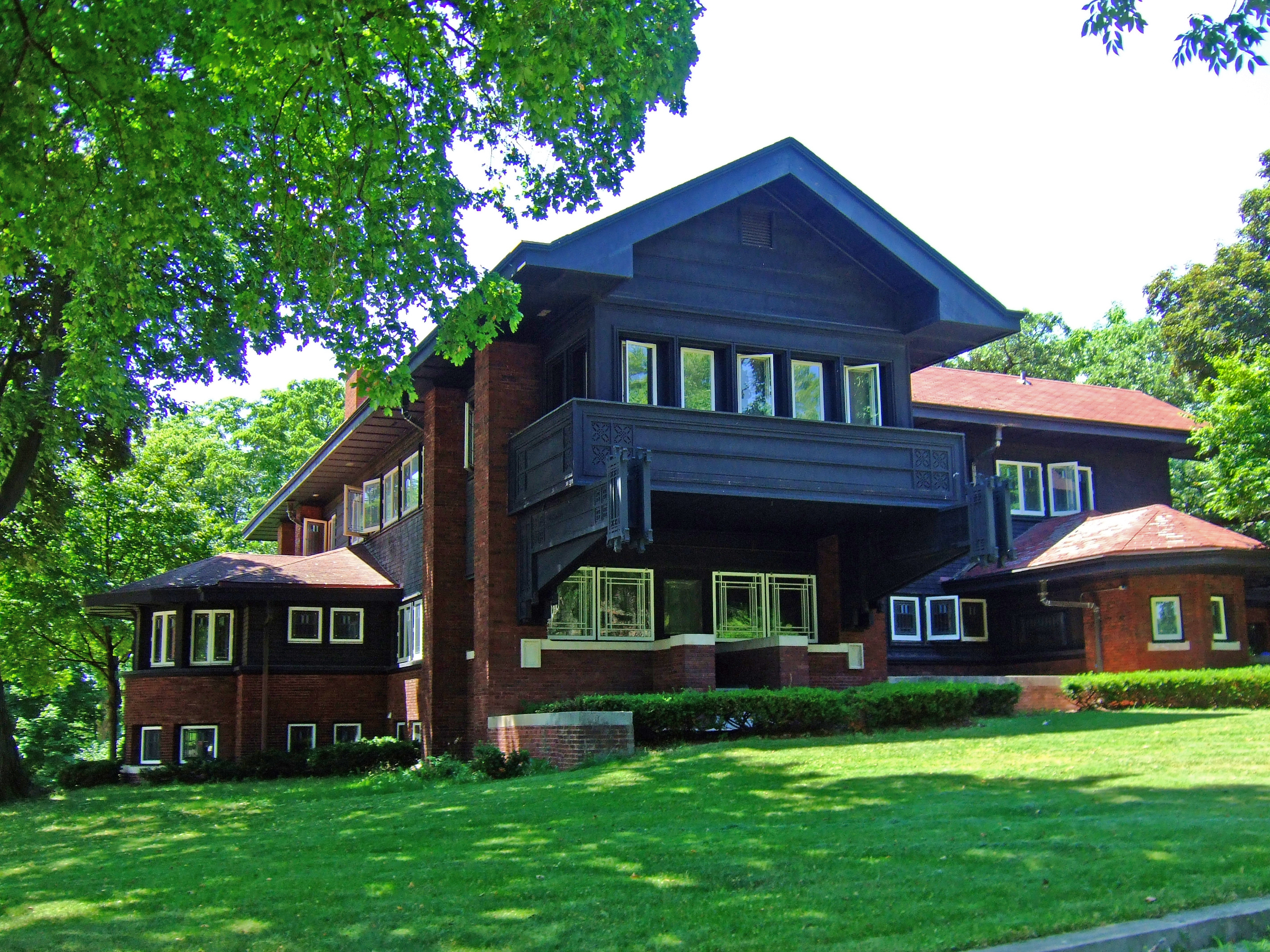
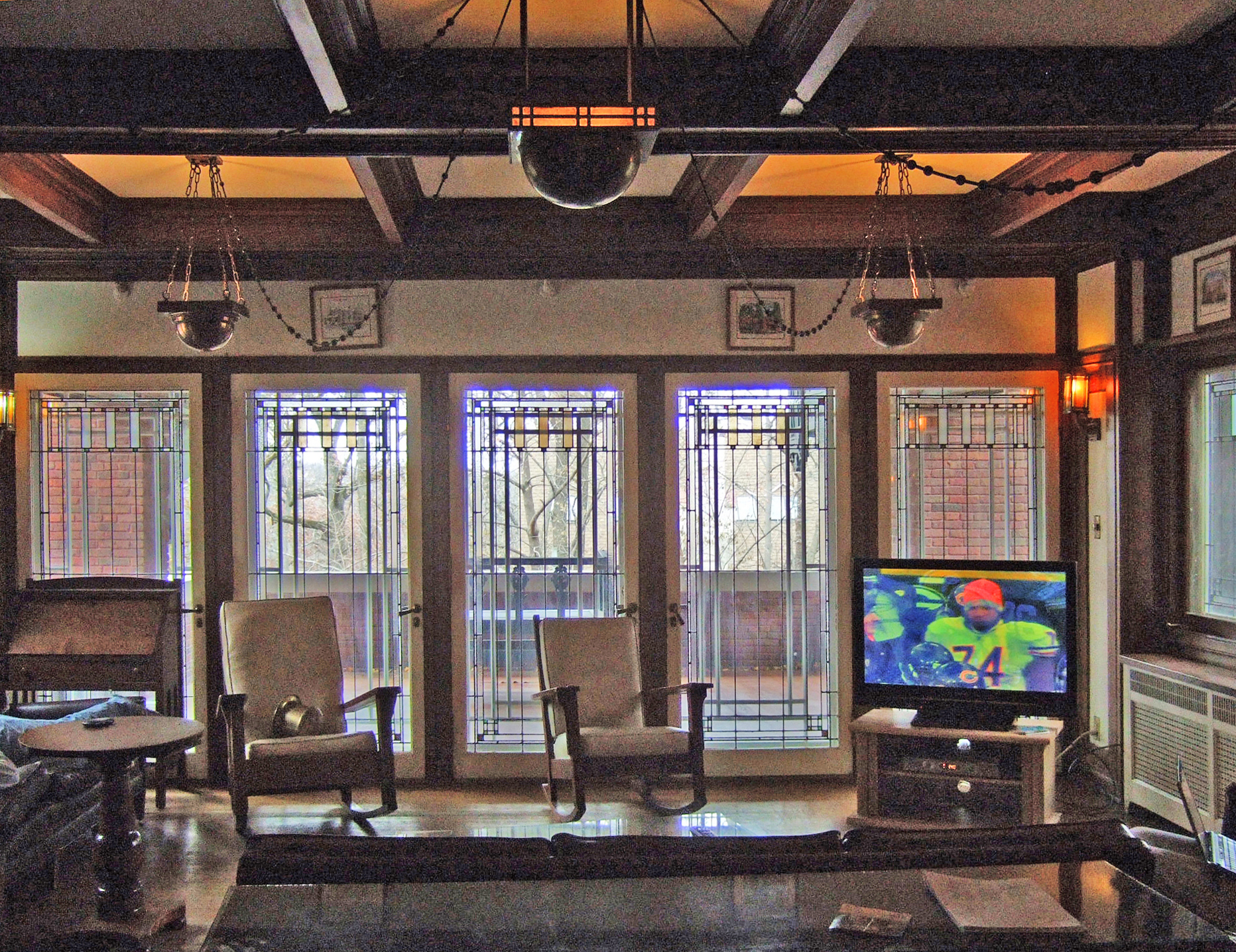
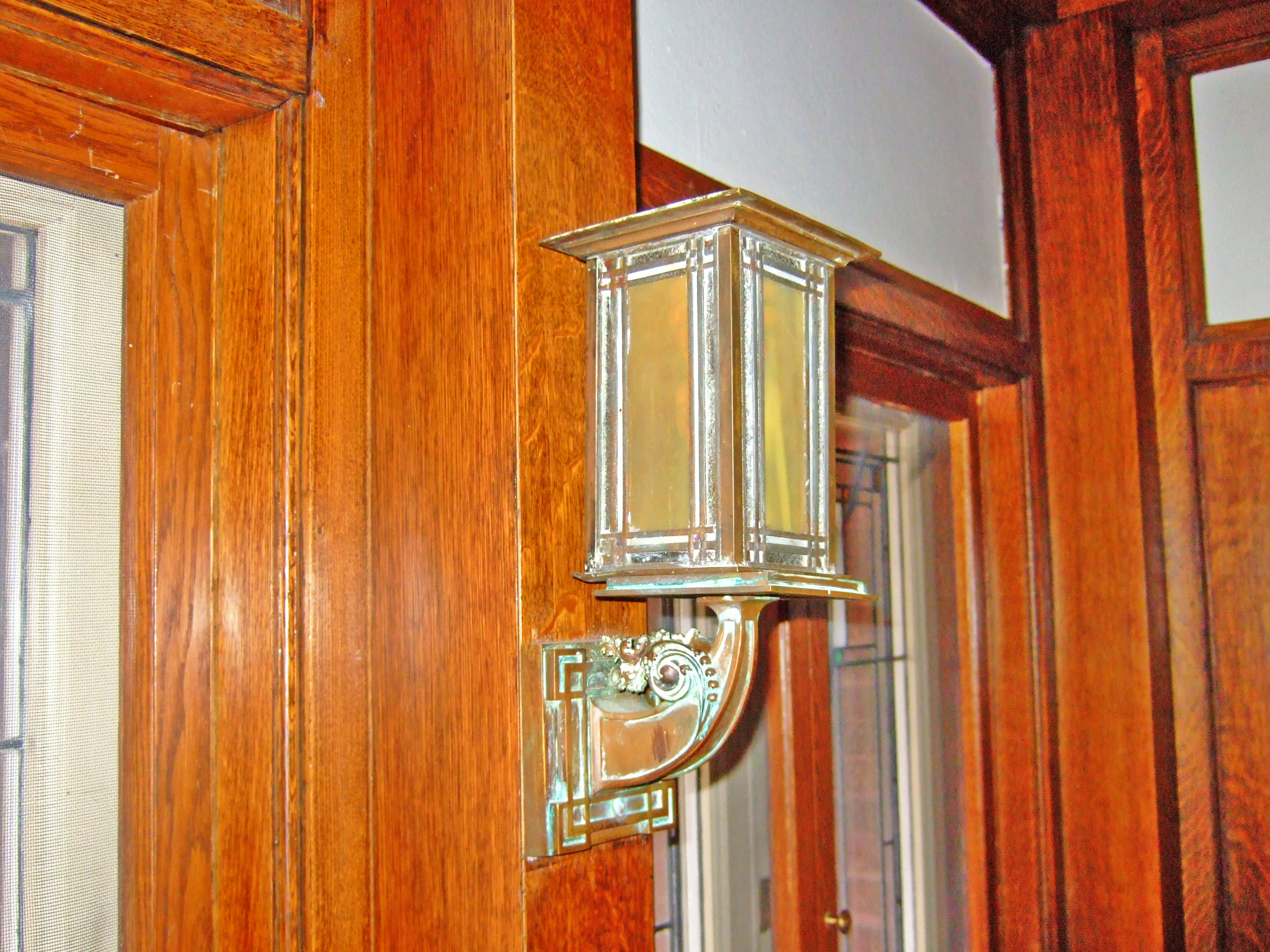
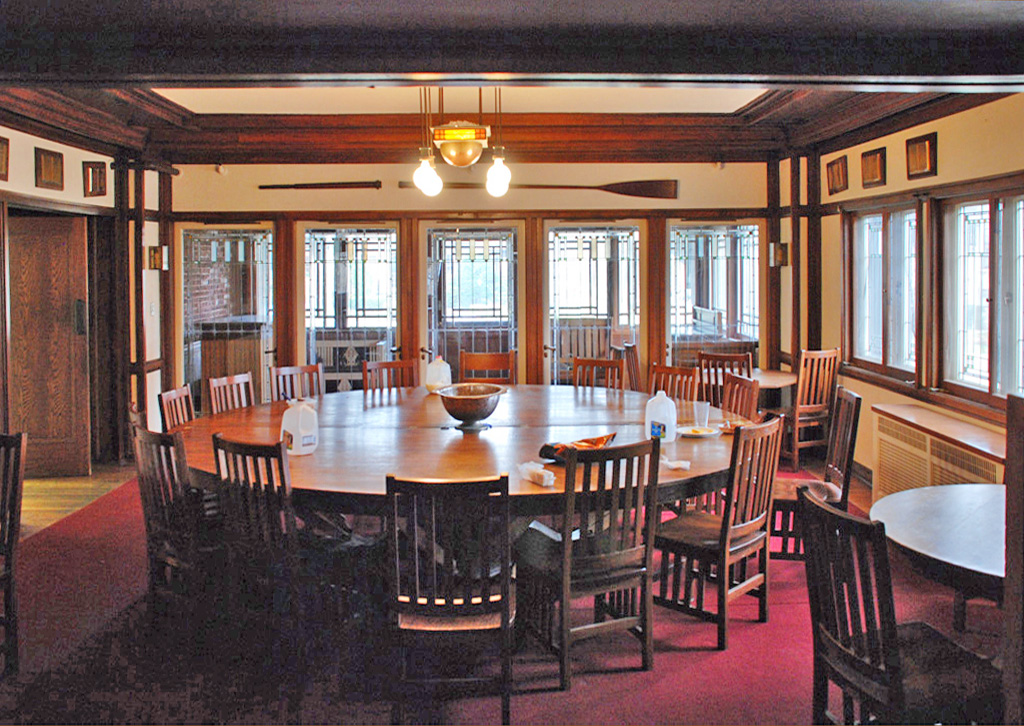
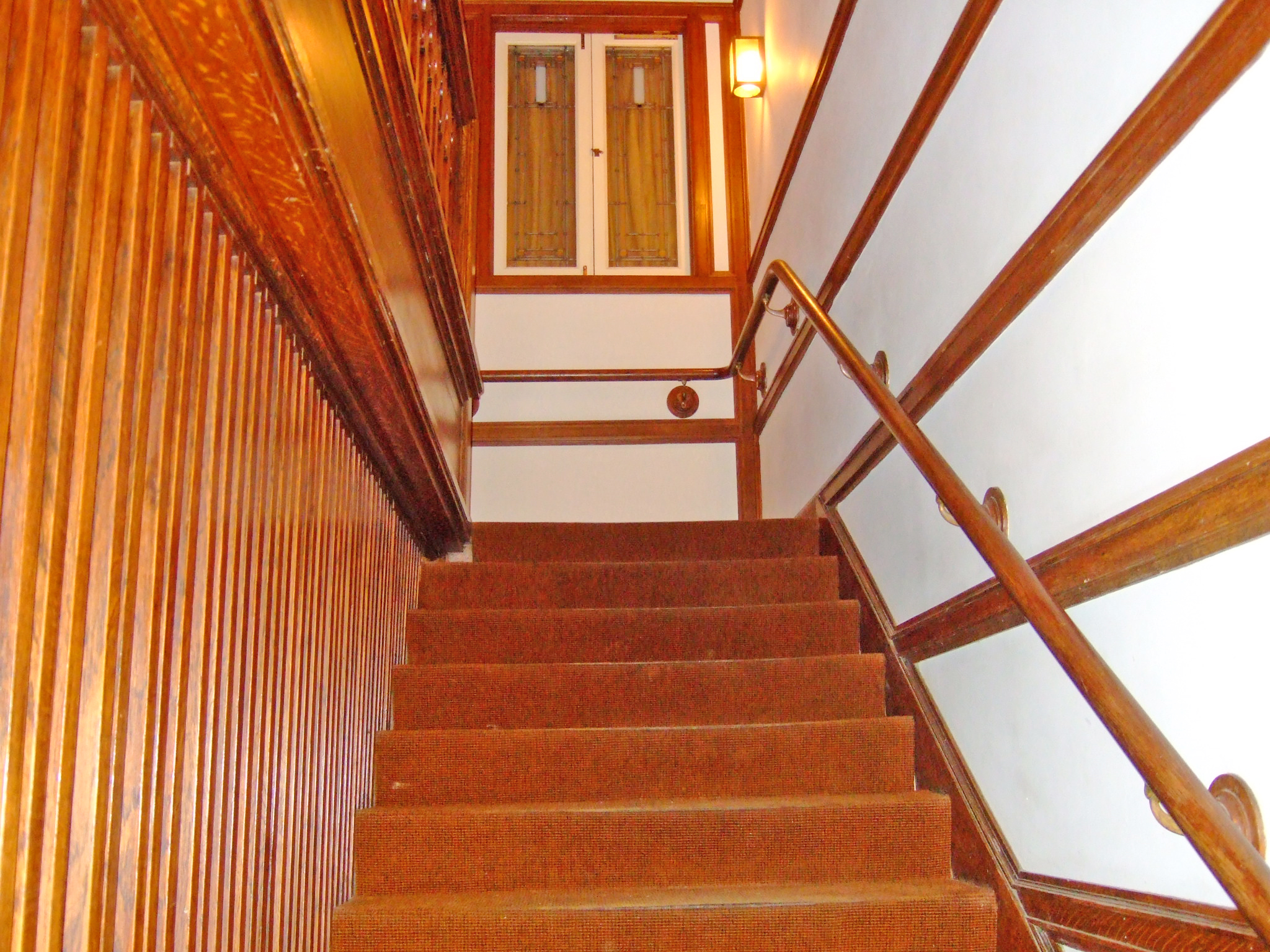
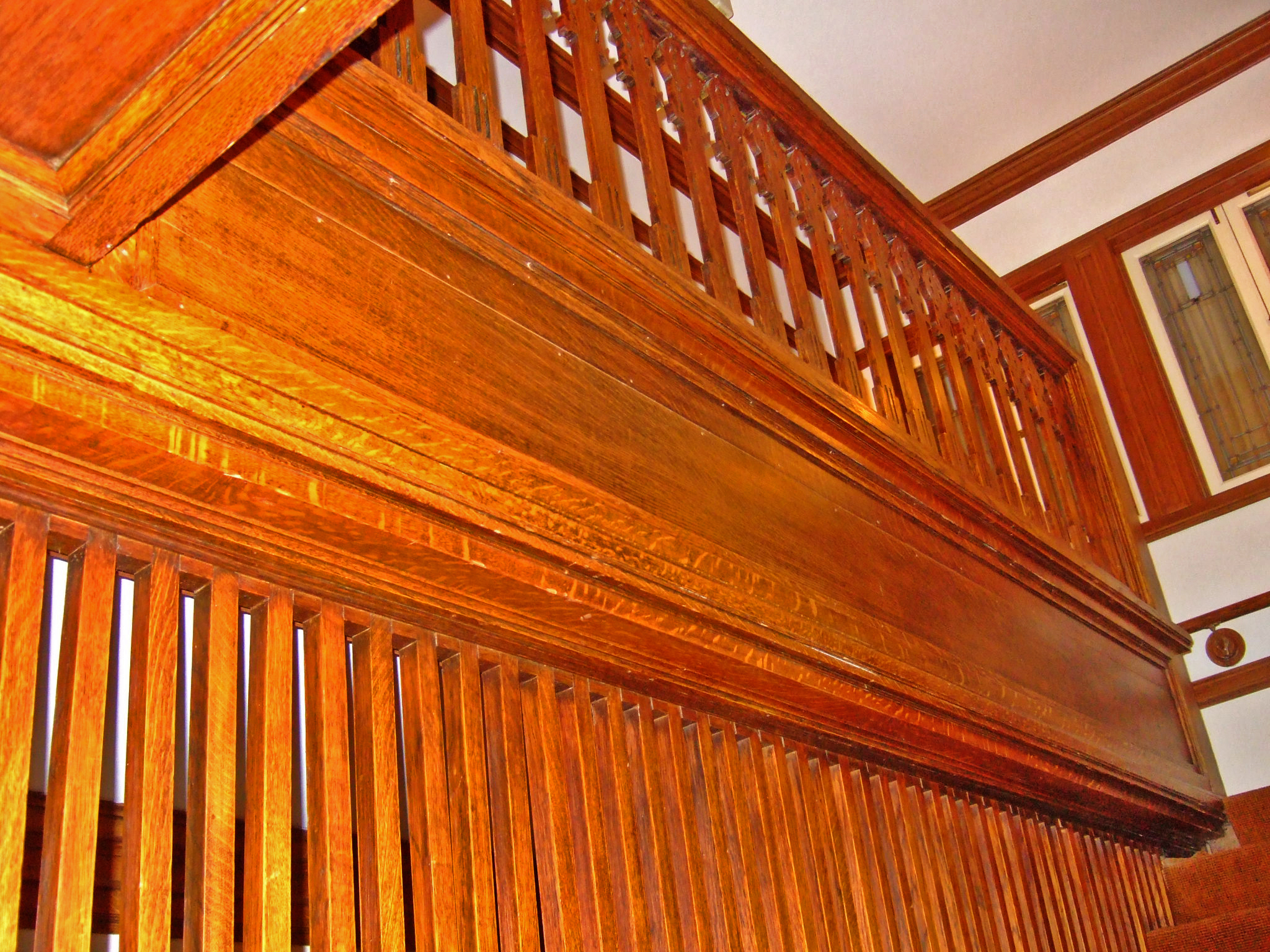
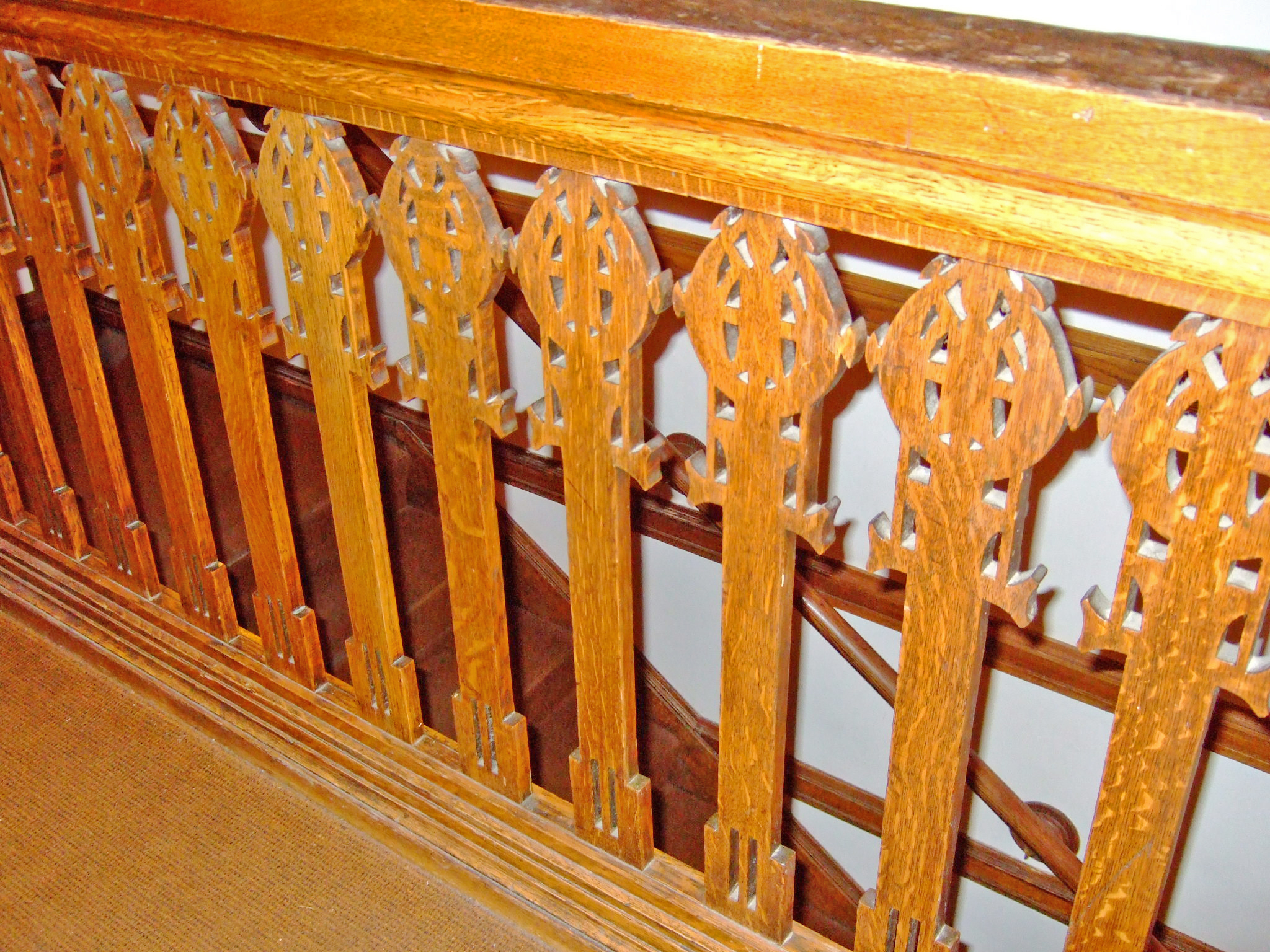
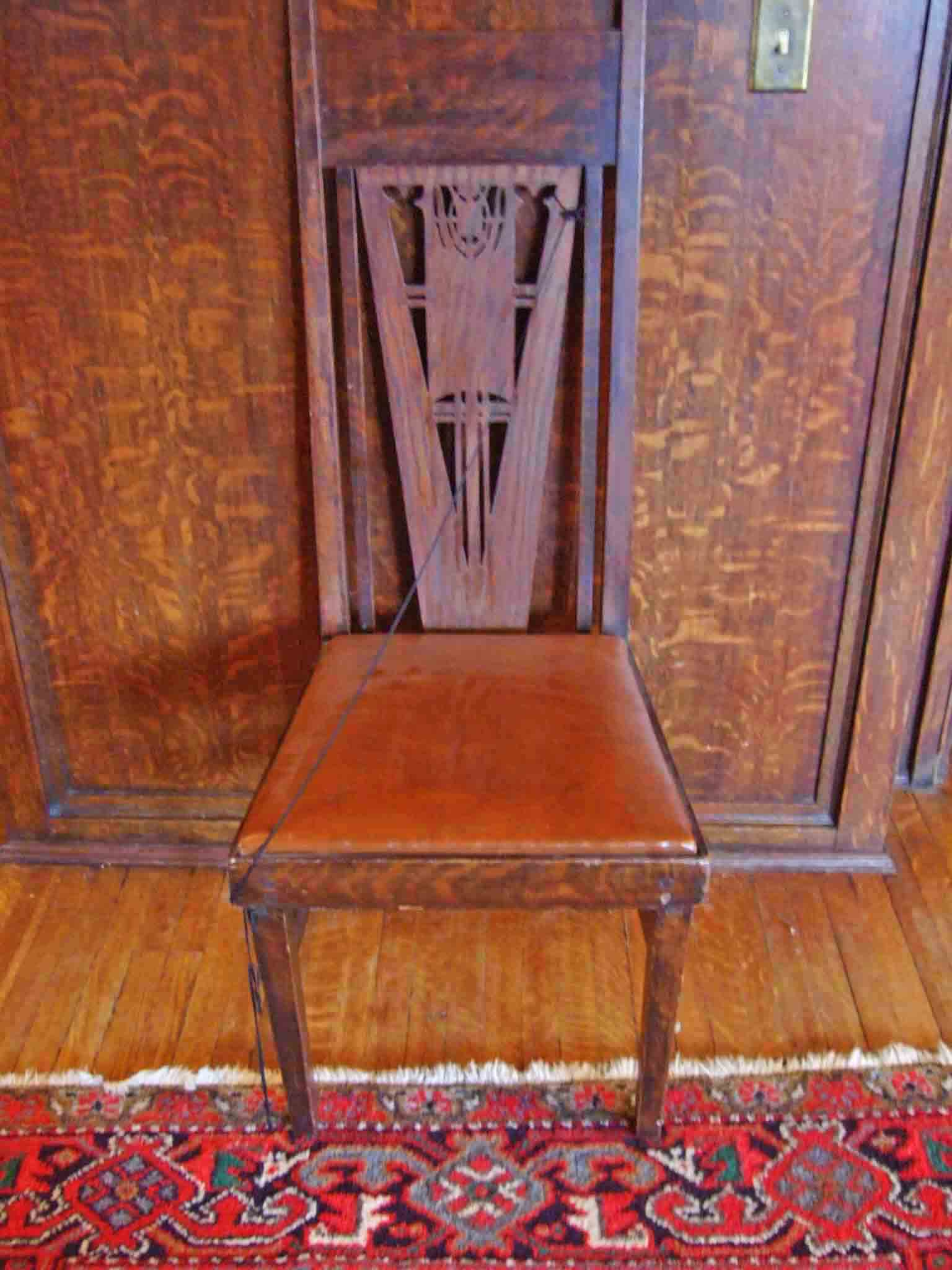
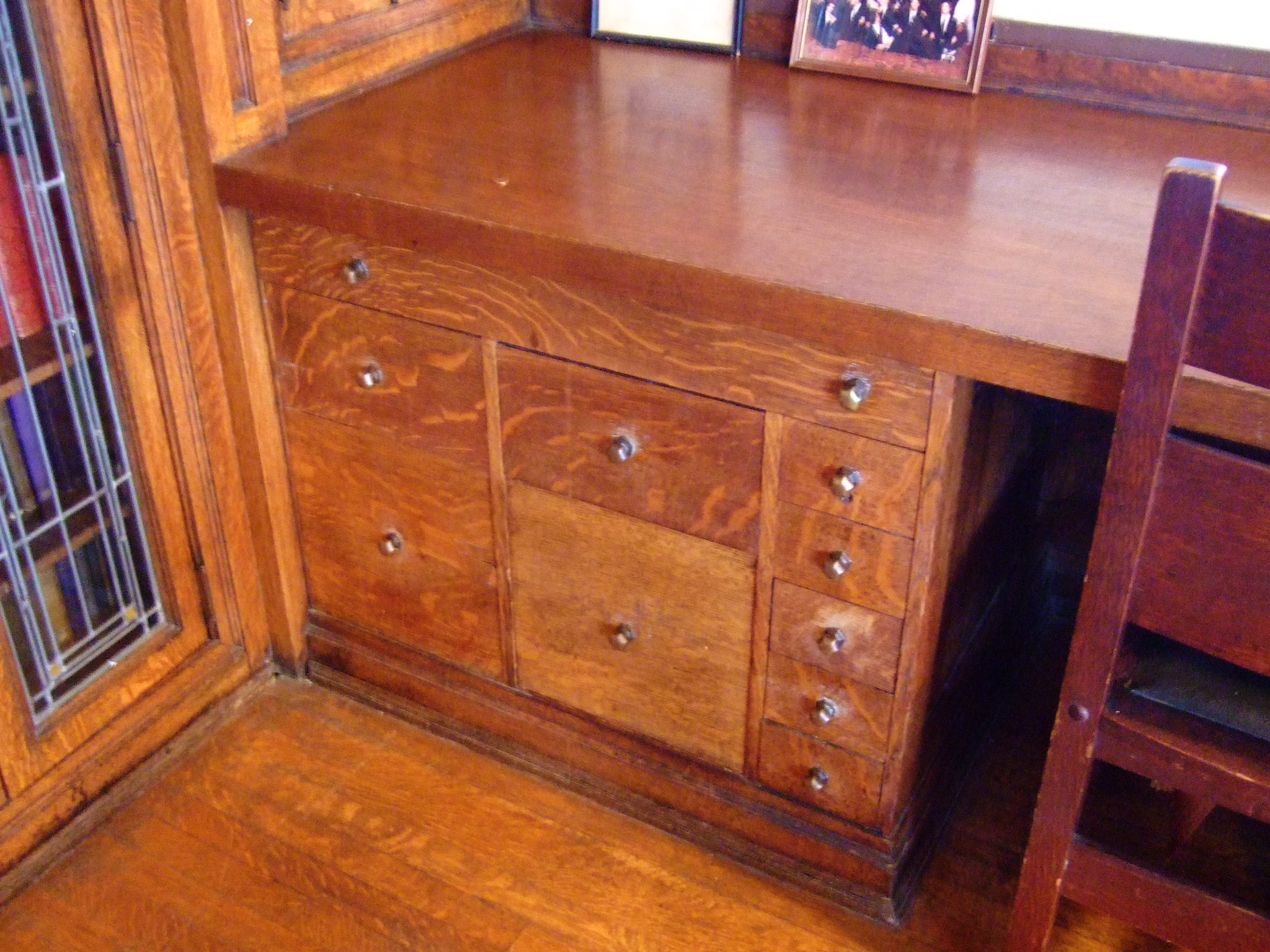
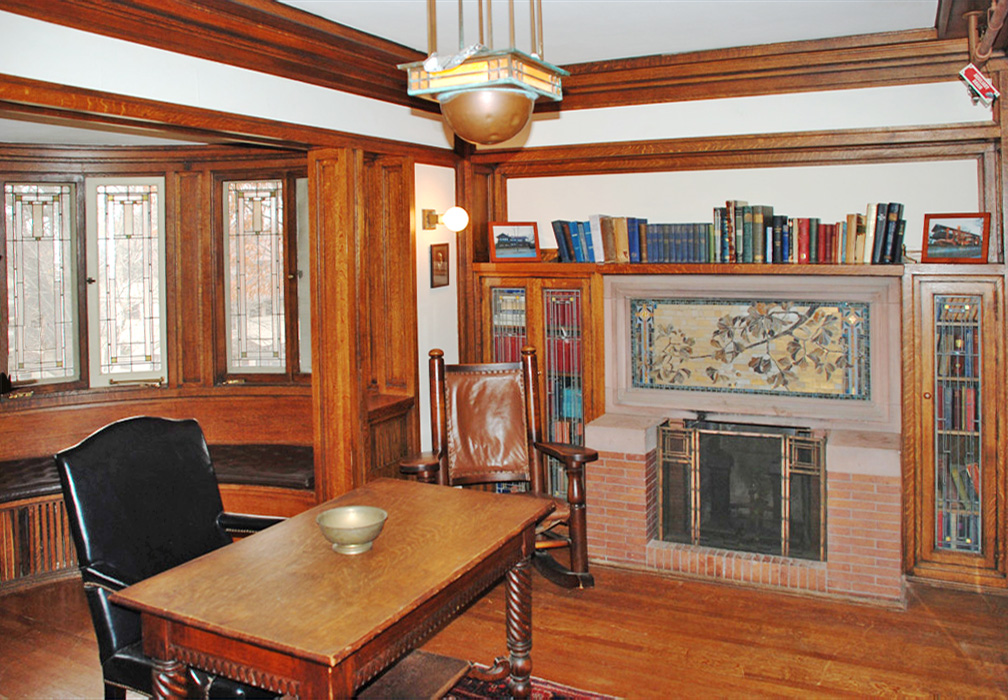
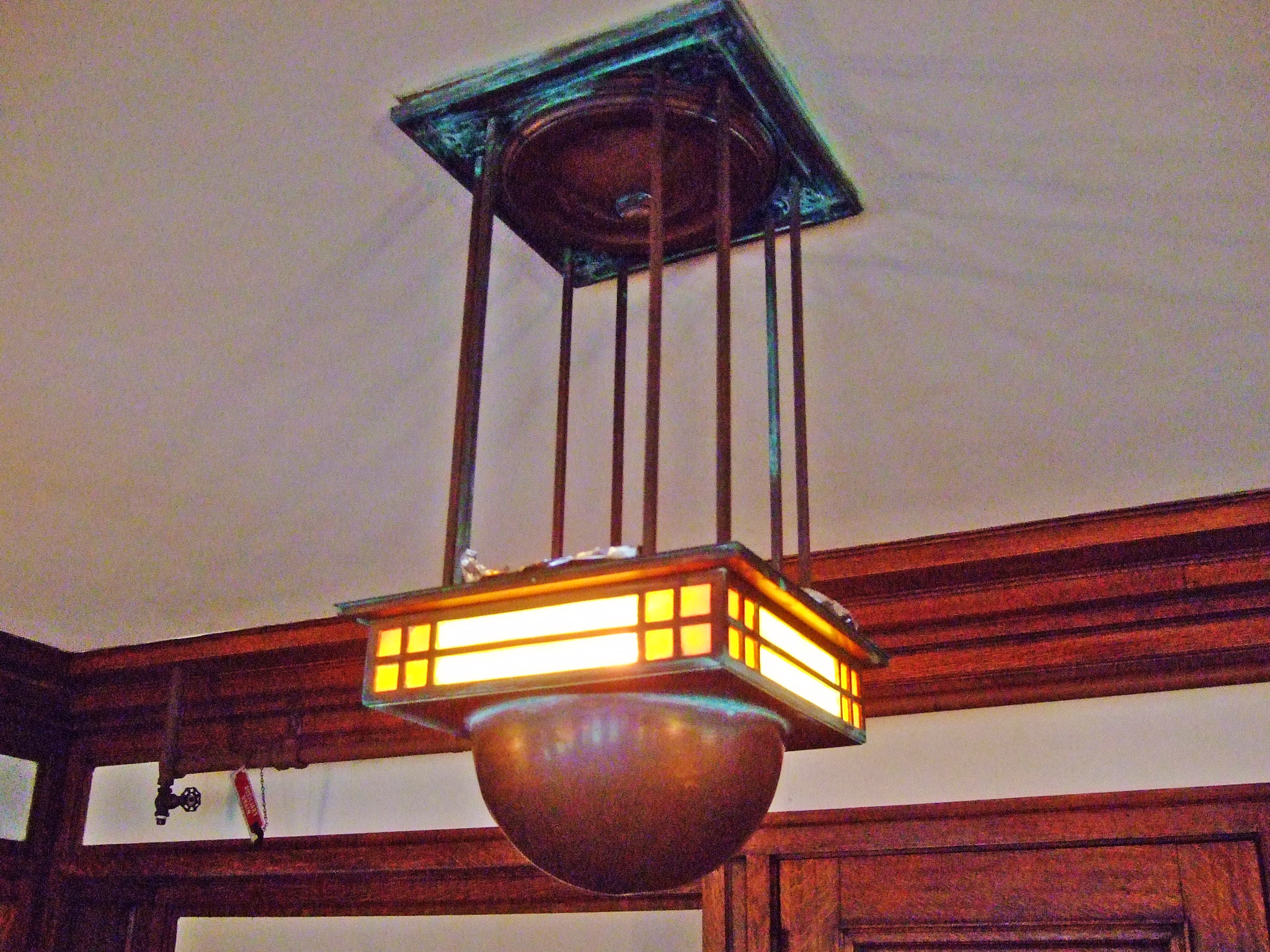
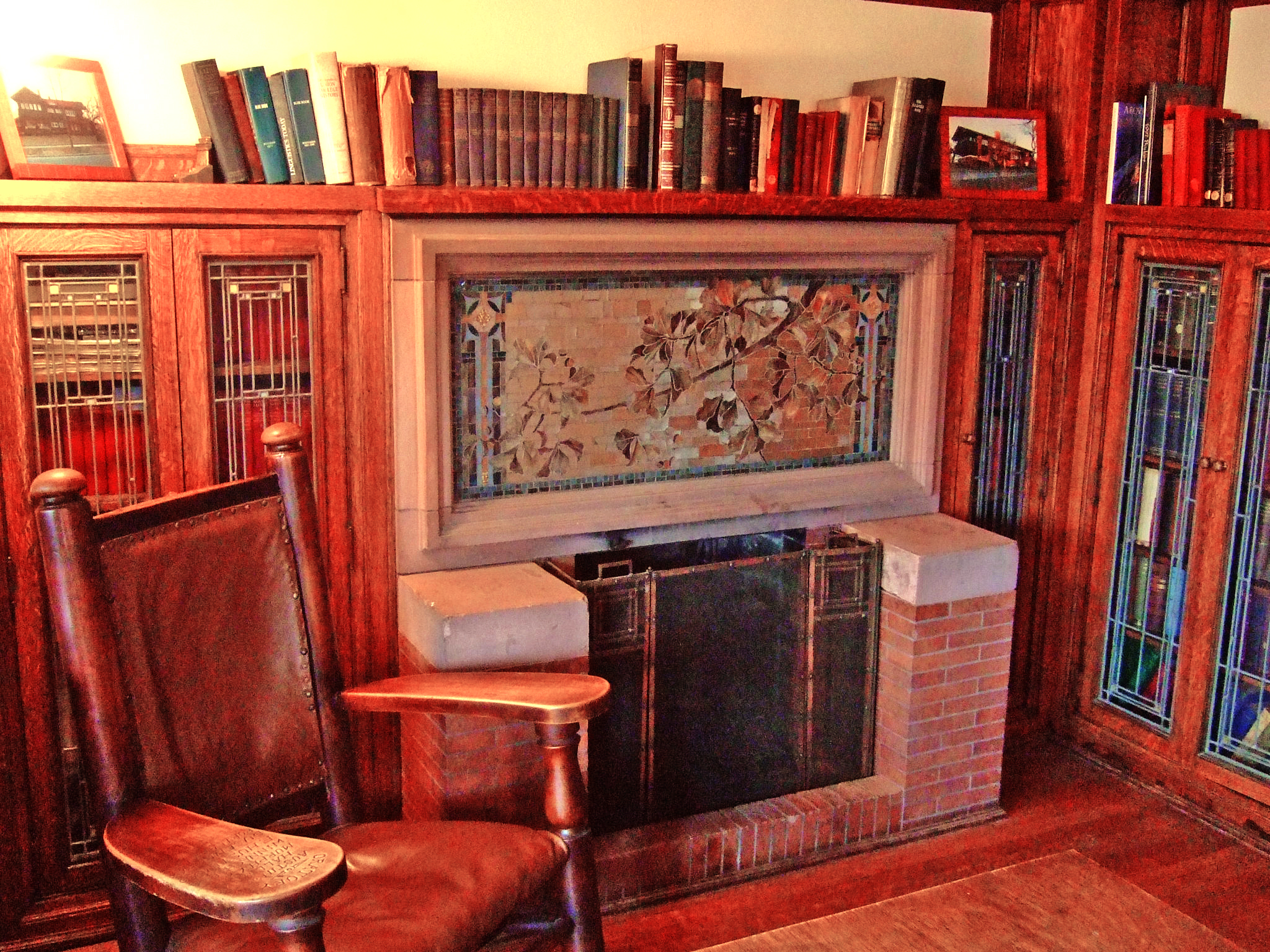
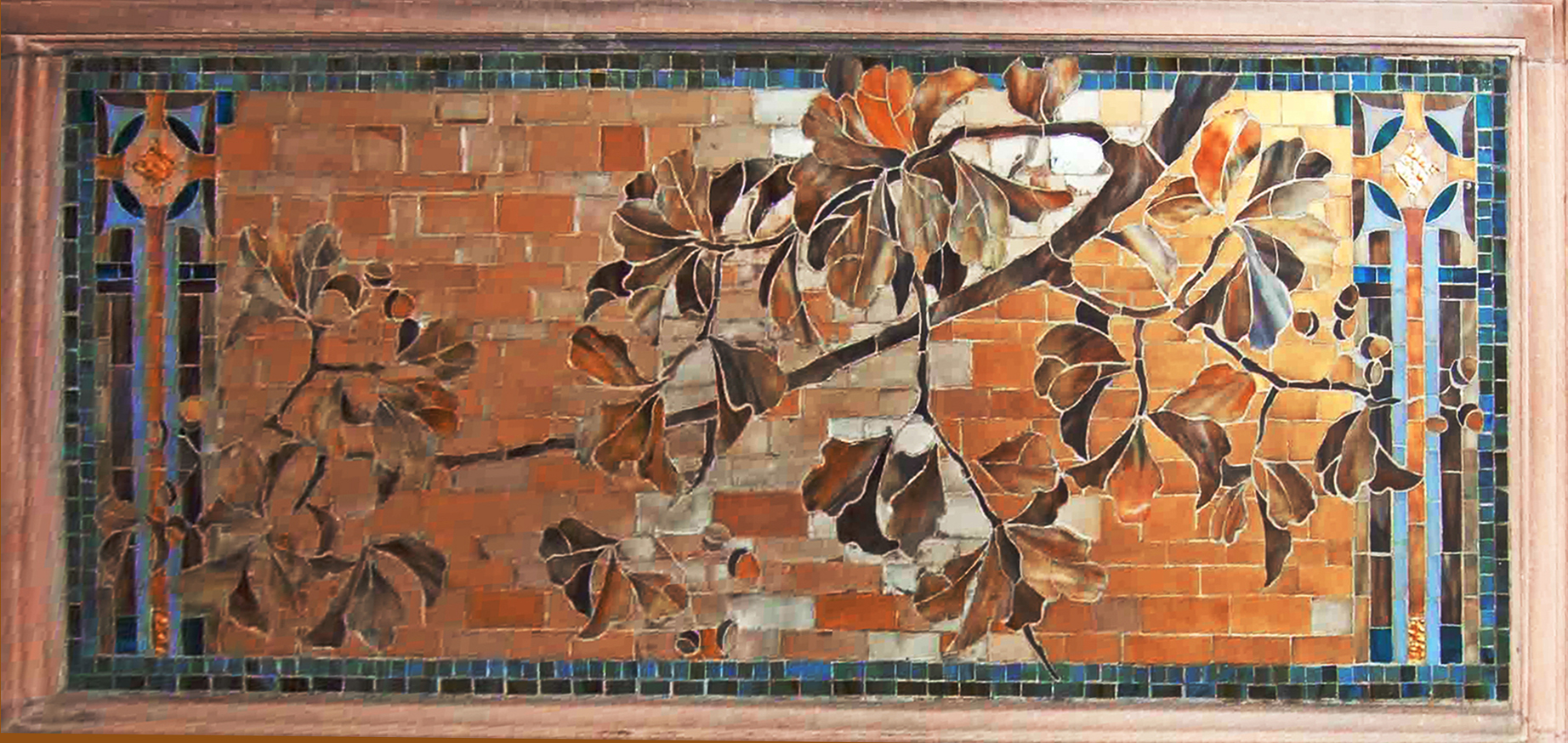